# منظمة الشباب الكاثوليكي في نيجيريا
منظمة الشباب الكاثوليكي النيجيري (CYO) هي منظمة شبابية كاثوليكية في نيجيريا.  وهي عضو في المظلة الكاثوليكية لمنظمات الشباب فيمكاب.

## التاريخ
تأسست المنطمة في عام 1985 لإنشاء منظمة شبابية للشباب الكاثوليكي في نيجيريا.  ظهرت المنظمة في سياق قلق مؤتمر الأساقفة الكاثوليك في نيجيريا (CBCN) من أن الشباب الكاثوليك ومنظمات الشباب الكاثوليكية المحلية في نيجيريا يجب أن تحتفل بالسنة الدولية للشباب (IYY) التي أعلنتها الأمم المتحدة في عام 1985. عُقدت عدة اجتماعات للقساوسة المسؤولين عن شؤون الشباب وقادة الشباب من مختلف الأبرشيات النيجيرية للتخطيط لحشد شبابي كاثوليكي وطني.و من هذا النوع من المسيرات ظهرت المنظمة أخيرًا كمظلة وطنية لعمل الشباب الكاثوليكي في نيجيريا. في عام 2010، في الجمعية العامة في ميونيخ، تم اعتماد المنظمة كعضو كامل في المظلة الدولية لمنظمات الشباب الكاثوليكية «فيمكاب». تقوم المنظمة حاليًا ببناء تعاون مع منظمة الشباب المسلم لتعزيز السلام في البلاد وبدء حوار بين الأديان. 

## أنشطة
- ورش عمل وندوات
- التجمعات والمؤتمرات
- المعسكرات
- اكتساب المهارات
- مهرجانات ثقافية ورياضية
- التبادلات والرحلات والحج
- الصدقة تعمل ومساعدة المحتاجين
- زيارة السجون والصلاة للنزلاء
- معتكف للشباب، تقديم المشورة [5]